# Palácio da Justiça (Recife)
O Palácio da Justiça é uma edificação da cidade do Recife, capital de Pernambuco, Brasil. Foi projetado pelo arquiteto italiano Giácomo Palumbo.
Abriga o Tribunal de Justiça de Pernambuco, e encontra-se na Praça da República, Ilha de Antônio Vaz, bairro de Santo Antônio, próximo do Teatro de Santa Isabel e do Palácio do Campo das Princesas.

## História
Antes da construção do Palácio da Justiça o terreno foi comprado pelo Conde Maurício de Nassau, e em 1640, um ano após a aquisição, iniciaram-se as obras de construção do Palácio de Friburgo, edifício concluído em 1642 e que foi sede da colônia de Nova Holanda. O antigo palácio assemelhava-se a uma igreja, com duas torres altas, uma usada como farol e outra como observatório astronômico, e ficava no centro de um parque zoobotânico com grande fauna e flora diversa. Com a ausência de Nassau e a Insurreição Pernambucana, o palácio passou a ser utilizado como quartel, sendo danificado pelos conflitos. Foi demolido entre os anos de 1774 e 1787 por ordem do então governador da província, José César de Meneses. No seu lugar foi construído o Erário Régio, este também demolido em 1840.

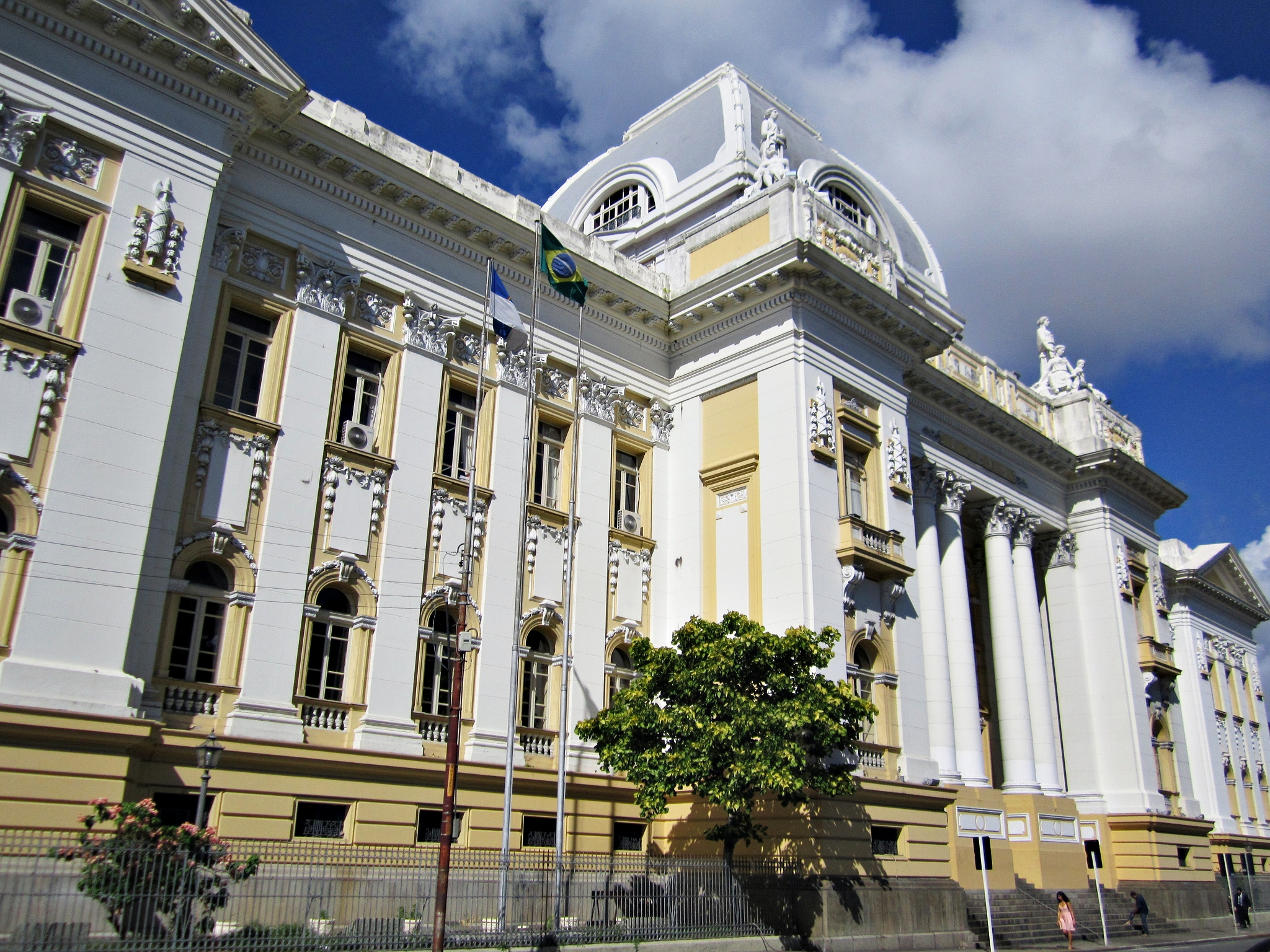
Fachada do palácio.

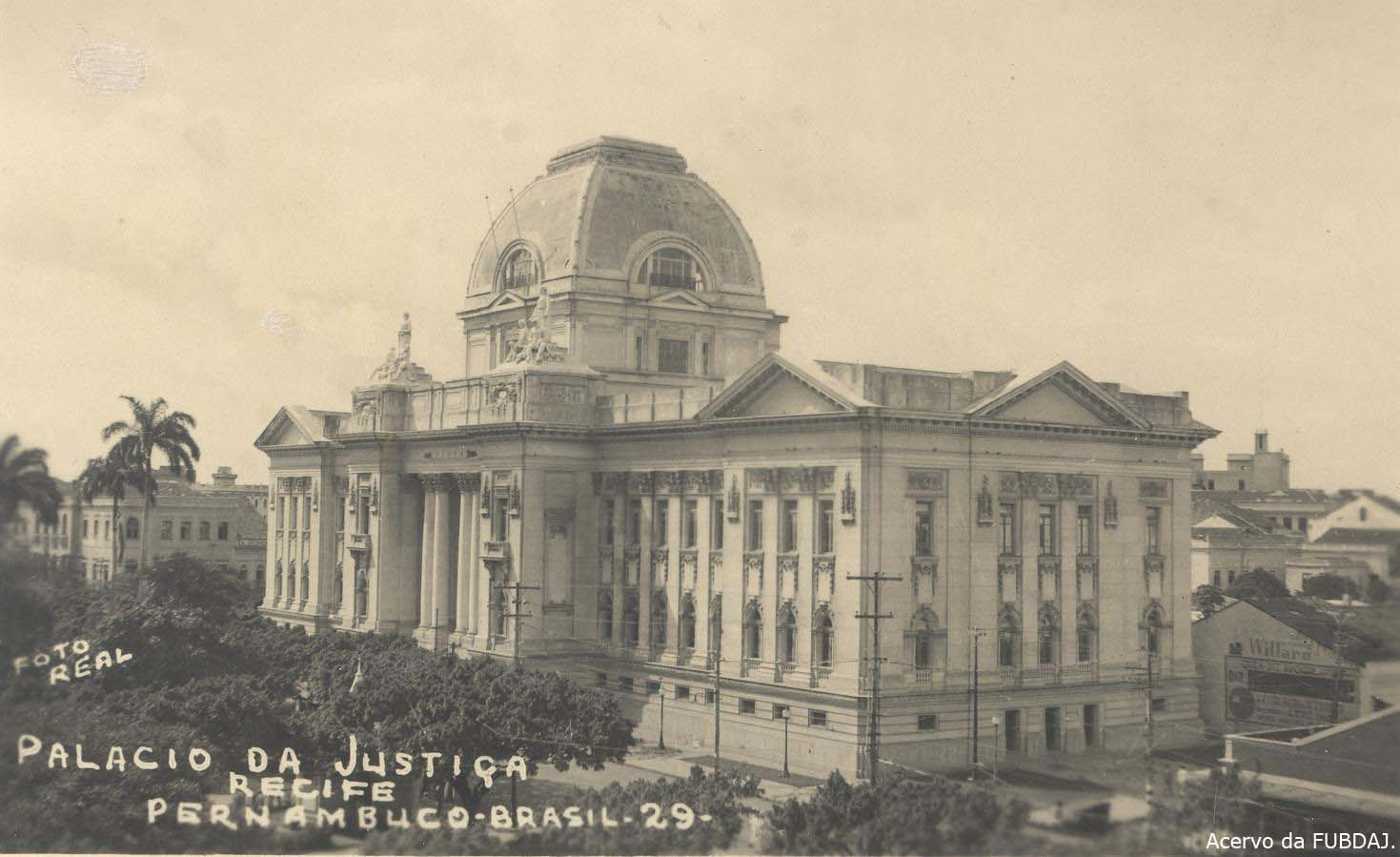
Palácio da Justiça em foto de 1929.

A pedra fundamental do atual edifício foi lançada em 2 de julho de 1924, pelo governador do Estado e juiz federal Sérgio Loreto, dentro das comemorações do primeiro centenário da Confederação do Equador, sendo concluída a construção em 7 de setembro de 1930.

## Arquitetura
Em estilo eclético, possui cúpula de 45 metros (a mais alta do Brasil), ostentando vitrais de Heinrich Moser, pinturas de Murillo La Greca e esculturas de Bibiano Silva.